# Петро ІІ Карагеоргієвич
Петро ІІ Карагеоргієвич (6 вересня 1923, Белград, Королівство Югославія — 3 листопада 1970, Денвер, Колорадо, США) — останній король Югославії, царював із 27 березня 1934 по 10 квітня 1945 року (фактично) або до 29 листопада 1945 року (формально). Первісток, син Олександра Карагеоргієвича і королеви Марії, народився в Белграді (1923). Хресні батьки при хрещенні були: англійський Георг VI (король Великої Британії) і його дружина Єлизавета.

## Біографія
Народився 6 вересня 1923 року. Петро був найстаршим із трьох синів короля Олександра I Карагеоргієвича і королеви Марії, принцеси румунської. Початкову освіту здобув в Англії, графство Уилтшир. Він залишив школу після вбивства батька в Марселі 9 жовтня 1934 року. Неповнолітній Петро став на чолі держави. Була назначена регентська рада. Керуючим регентом при ньому був призначений князь Павло Карагеоргієвич.

### Початок війни в Королівстві Югославія
Прогерманська політика Павла Карагеоргієвича викликала невдоволення в народі, а коли Королівство Югославія приєдналося до троїстого пакту (див. віденський протокол), князь-регент був повалений групою патріотично налаштованих офіцерів на чолі з Душаном Сімовичем, та за підтримки народу. Сімнадцятирічний Петро був оголошений повнолітнім і почав самостійне правління. Був укладений договір про дружбу з СРСР, що викликало невдоволення Третього Рейху. Гітлер наказав на наступний же день почати наступ. 6 квітня німецькі війська вторглися до Королівства Югославія. Король і уряд змушені були тікати в Афіни, а звідти в Каїр.
Німеччина одночасно напала на Югославію і Грецію. З 6 квітня Люфтваффе почали бомбардування Белграда, яке тривало протягом трьох днів і трьох ночей. Протягом тижня, Третій Рейх, Болгарське царство, Угорське королівство та Королівство Італія розгромили війська Югославії яка капітулювала 17 квітня і була розділена, між переможцями.

### Діяльність під час війни
Петро був змушений залишити країну з югославським урядом після вторгнення, спочатку король вирушив зі своїм урядом до Греції, а потім до Палестини. У червні 1941 року він вирушив до Англії за прикладом багатьох інших урядів у вигнанні з окупованої нацистами Європи. Під час свого вигнання король Петро II завершив свою освіту в Кембриджі, а потім вступив у Королівські військово-повітряні сили. Незважаючи на розпад Югославської армії, були сформовані дві конкуруючі групи опору окупаційним силам. Першою групою були «Югославські війська на батьківщині» (серб. Југословенска војска у отаџбини, неформальна назва — четники (серб. четници) від сербського чета — загін) королівська армія на чолі з Драже Михайловичем, міністром оборони уряду у вигнанні. Друга, партизани на чолі з Й. Броз, відомий згодом під ім'ям Тіто. Союзники спочатку підтримували Михайловича, але пізніше підтримували Тіто, як з'ясувалося, що партизани краще організовані, в їх боротьбі проти німців. Йшла запекла громадянська війна.
Поступово Югославський уряд у вигнанні став визнавати факти співпраці четників з нацистськими окупантами, незважаючи на боротьбу четників з усташами. Зрештою, в самому кінці 1944 року велика частина міністрів югославського уряду визнала Драголюба "Драже" Михайловича державним зрадником і відреклася від нього, але король Петро II ще довгий час вагався. Визнати армію Йосипа Броз Тіто як єдину законну силу, яка бореться проти гітлерівців, він зважився тільки 20 січня 1945, під тиском союзників.
У рамках угоди про тимчасовий уряд, король Петро II відмовився від усіх політичних повноважень і юрисдикції на користь нового уряду регентства. У наступному році (1945), в листопаді, монархія була скасована шляхом референдуму, і Югославія була перетворена на однопартійну державу яка залишалася під владою комуністичної партії під назвою Соціалістична Федеративна Республіка Югославія скорочено СФРЮ.

### Останні роки життя
Політично він був активним до смерті, працюючи в тісному співробітництві з сербською еміграцією. Останні роки свого життя він провів в Америці. Після тривалої хвороби (цироз печінки) помер у місті Денвері, штат Колорадо, в лікарні 3-го листопада 1970 року, і був похований у церкві Святого Савви в місті Libertyville, штат Іллінойс (США). Є єдиним європейським монархом, похованим у Новому Світі.